# 음력 11월 16일
음력 11월 16일은 음력 11월의 16번째 날이다.

## 사건
- 2002년 - 대한민국 대통령 선거에서 노무현 후보가 당선되다.

## 문화
- 1980년 - KBS 2TV와 MBC TV가 컬러 방송을 시작.
- 2010년 - 경춘선 상봉역 ~ 춘천역간 복선전철이 개통되었다. 개통식은 춘천역에서 이뤄졌다.
- 2012년 - 중부내륙고속도로의 북여주 나들목~양평 나들목 구간 개통.

## 탄생
- 1980년 - 대한민국의 배우 이은주.
- 1995년 - 대한민국의 가수 우지윤.
- 1997년
  - 대한민국의 배우 송지우.
  - 대한민국의 유튜버 라더 (CH.WIDE).
- 2002년
  - 일본 태생 대한민국의 유도 선수 허미미.
  - 일본의 배우 이시이 모모카.

## 사망
- 1995년 - 대한민국의 가수 김광석.

## 같이 보기
- 음력 360일: 1월 2월 3월 4월 5월 6월 7월 8월 9월 10월 11월 12월
- 전날:11월 15일 다음날:11월 17일 - 전달:10월 16일 다음달:12월 16일
- 양력:11월 16일
- 음력, 윤달